# Список кассовых рекордов фильма «Аватар»

Официальный логотип фильма

«Авата́р» (англ. Avatar) — американский эпический научно-фантастический фильм 2009 года, являющийся первым фильмом в медиафраншизе «Аватар», созданной режиссёром фильма Джеймсом Кэмероном.
Фильм был выпущен в декабре 2009 года и после выпуска стал самым кассовым фильмом всех времён и фильмом, который быстрее всех собрал от 1 до 2,5 млрд долларов США, а также установил рекорды по самым высоким сборам в форматах 3D и IMAX соответственно. На внутреннем рынке США и Канады фильм установил рекорды по самым высоким сборам и по сборам со вторых по седьмые выходные, а также быстрее всех собрал от $ 500 до 750 млн. В других странах фильм стал самым кассовым фильмом всех времён на более чем тридцати рынках, включая Китай, Гонконг, Румынию, Южную Корею, Тайвань и Великобританию.
Кассовые аналитики выделили несколько факторов, способствовавших кассовому успеху фильма. Среди них — относительное отсутствие конкуренции из-за даты выхода, маркетинговая стратегия, которая подчеркивала новизну фильма, побуждая зрителей смотреть его в кинотеатре, а не дома, положительное влияние сарафанного радио и повторные просмотры, увеличивающие продолжительность пребывания фильма в кинотеатрах, способность привлечения аудитории по всему миру, а также премиальные цены на билеты от 3D и IMAX показов. Многие из рекордов, установленных фильмом, перечислены ниже.
Данные о предыдущем рекорде и рекордах, которые впоследствии были превзойдены, представлены там, где это возможно и применимо. Все валовые сборы приведены в долларах США без поправок, если не указано иное.

## По всему миру

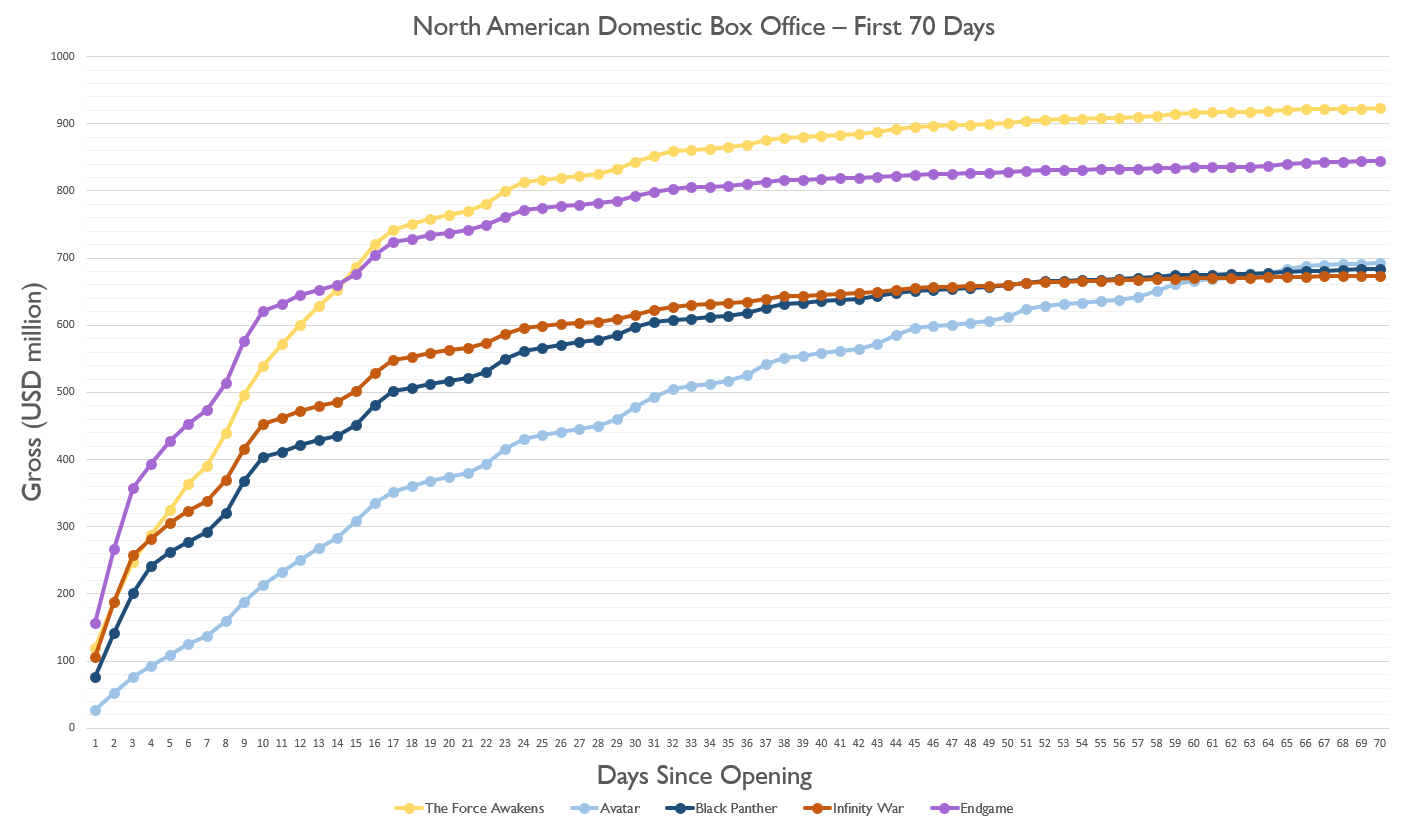
График кассовых сборов фильма «Аватар» (2009) (голубой) в сравнении с четырьмя самыми кассовыми фильмами на рынке после него (за первые 70 дней после выхода в прокат)

Фильм установил мировой рекорд по самым высоким кассовым сборам за все время, превзойдя предыдущий рекорд более чем на 50 %, и собрал $ 2 млрд за меньшее время, чем потребовалось предыдущему самому кассовому фильму, чтобы собрать вдвое меньше. Кроме того, фильм превзошёл предыдущий рекорд по самым высоким кассовым сборам в формате IMAX более чем в три раза.
| Рекорд                                                                               | Число         | Предыдущий рекордсмен                                  | Превзошедший рекордсмен                       | Комментарии |
| ------------------------------------------------------------------------------------ | ------------- | ------------------------------------------------------ | --------------------------------------------- | --- |
| Самый кассовый фильм                                                                 | $ 2,789 млрд  | «Титаник» – $ 1,84 млрд                                | «Мстители: Финал» – $ 2,799 млрд              | Фильм стал самым кассовым в истории 25 января 2010 года после 41 дня проката, а через 20 дней после выхода стал вторым самым кассовым фильмом в мире |
| Самый кассовый фильм                                                                 | $ 2,923 млрд  | «Мстители: Финал» – $ 2,797 млрд                       | N/A                                           | Уступив рекорд фильму «Мстители: Финал» в июле 2019 года, «Аватар» вернул его себе в марте 2021 года после повторного проката в Китае |
| Самый кассовый фильм не сиквел                                                       | $ 2,910 млрд  | «Титаник» – $ 1,84 млрд                                | N/A                                           | |
| Самый кассовый научно-фантастический фильм                                           | $ 2,910 млрд  | «Звёздные войны. Эпизод I: Скрытая угроза» – $ 924 млн | N/A                                           | |
| Самый кассовый фильм 2009 года                                                       | $ 2,74 млрд   | N/A                                                    | N/A                                           | Это единственный фильм 2009 года, который собрал более $ 1 млрд |
| Самый большой объём сборов в 3D                                                      | $ 1,35 млрд   | N/A                                                    | N/A                                           | |
| Самый большой объём сборов в IMAX                                                    | $ 270 млн     | «Полярный экспресс» – $ 71 млн                         | N/A                                           | |
| Быстрее всех собрал $ 1 млрд                                                         | 19 дней       | «Пираты Карибского моря: Сундук мертвеца» – 63 дня     | «Форсаж 7» – 17 дней                          | |
| Быстрее всех собрал $ 1,5 млрд                                                       | 32 дня        | «Титаник» (см. комментарий)                            | «Звёздные войны: Пробуждение силы» – 19 дней  | Фильм «Титаник» достиг отметки в $ 1 млрд 1 марта 1998 года после 74 дней проката и достиг примерно $ 1,7 млрд к 23 июня 1998 года после 188 дней проката |
| Быстрее всех собрал $ 2 млрд                                                         | 47 дней       | Это был первый фильм, достигший такого показателя      | «Мстители: Финал» – 11 дней                   | |
| Быстрее всех собрал $ 2,5 млрд                                                       | 72 дня        | Это был первый фильм, достигший такого показателя      | «Мстители: Финал» – 20 дней (см. комментарий) | За пределами США и Канады по состоянию на 28 февраля 2010 года общие кассовые сборы составили $ 1,839 млн, а за выходные 26-28 февраля 2010 года - $ 30,6 млн, что дает общий сбор $ 1 808,4 млн по состоянию на 25 февраля 2010 года. Если добавить к этому кассовые сборы в США и Канаде в размере $ 692,9 млн на 25 февраля 2010 года, то кассовые сборы по всему миру составят $ 2,501 млрд по состоянию на 25 февраля 2010 года Фильм «Мстители: Финал» вышел в прокат 24 апреля 2019 года и по состоянию на 13 мая 2019 года собрал $ 1,774,7 млн за пределами США и Канады и $ 728,4 млн в США и Канаде, а его мировые кассовые сборы составили $ 2,503 млрд |
| Лучшие кассовые сборы в первые выходные кинопроката фильма без франшизы и не сиквела | $ 242 млн     | «2012» – $ 230 млн                                     | N/A                                           | |
| Быстрее всех собрал $ 100 млн по продажам билетов IMAX                               | 30 дней       | Это был первый фильм, достигший такого показателя      | «Мир юрского периода» – 18 дней               | |
| Быстрее всех собрал $ 150 млн по продажам билетов IMAX                               | 47 дней       | Это был первый фильм, достигший такого показателя      | «Звёздные войны: Пробуждение силы» – 19 дней  | |
| Быстрее всех собрал $ 200 млн по продажам билетов IMAX                               | 68 дней       | Это был первый фильм, достигший такого показателя      | «Звёздные войны: Пробуждение силы» – 35 дней  | |
| Самый широкий прокат IMAX                                                            | 261 кинотеатр | N/A                                                    | «Алиса в Стране чудес» – 270 кинотеатров      | Из них — 178 в США и Канаде. Для фильма «Алиса в Стране чудес» — 188 в США и Канаде |
| Самый большой объём продаж IMAX на четвёртые выходные                                | $ 12,2 млн    | N/A                                                    | «Звёздные войны: Пробуждение силы» – $ 19 млн | |

## США и Канада
На внутреннем рынке фильм «Аватар» установил рекорд самого кассового фильма всех времён и народов, а также несколько рекордов выходных. Он также установил рекорд по сборам в $ 500 млн и выше, а его показ в форматах IMAX и 3D стал самым широким среди всех фильмов до этого времени.
| Рекорд                                                                        | Число                 | Предыдущий рекордсмен                              | Превзошедший рекордсмен                         | Комментарии |
| ----------------------------------------------------------------------------- | --------------------- | -------------------------------------------------- | ----------------------------------------------- | --- |
| Самый кассовый фильм в США и Канаде                                           | $ 760 млн             | «Титаник» – $ 600 млн                              | «Звёздные войны: Пробуждение силы» – $ 936 млн  | Фильм обошёл фильм «Титаник» за 47 дней |
| Самый кассовый не сиквел                                                      | $ 785 млн             | «Титаник» – $ 600 млн                              | N/A                                             | |
| Самый кассовый релиз 2009 года                                                | $ 749 млн             | N/A                                                | N/A                                             | |
| Наибольшие кассовые сборы в течение 2010 календарного года                    | $ 466 млн             | N/A                                                | N/A                                             | |
| Самый большой объём сборов в IMAX                                             | $ 140 млн             | N/A                                                | N/A                                             | |
| Быстрее всех собрал $ 500 млн                                                 | 32 дня                | «Тёмный рыцарь» – 45 дней                          | «Мстители» – 23 дня                             | За это время он собрал $ 504 млн |
| Быстрее всех собрал $ 550 млн                                                 | 38 дней               | «Титаник» – 121 день                               | «Мстители» – 31 день                            | За это время он собрал $ 551 млн |
| Быстрее всех собрал $ 600 млн                                                 | 47 дней               | «Титаник» – 255 дней                               | «Мир юрского периода» – 36 дней                 | За это время он собрал $ 601 млн |
| Быстрее всех собрал $ 650 млн                                                 | 58 дней               | Это был первый фильм, достигший такого показателя  | «Звёздные войны: Пробуждение силы» — 14 дней    | За это время он собрал $ 651 млн |
| Быстрее всех собрал $ 700 млн                                                 | 72 дня                | Это был первый фильм, достигший такого показателя  | «Звёздные войны: Пробуждение силы» — 16 дней    | За это время он собрал $ 702 млн |
| Быстрее всех собрал $ 750 млн                                                 | 253 дня               | Это был первый фильм, достигший такого показателя  | «Звёздные войны: Пробуждение силы» 18 дней      | За это время он собрал $ 750 млн |
| Самый кассовый фильм вторых выходных                                          | $ 75,6 млн            | «Тёмный рыцарь» – $ 75,1 млн                       | «Мстители» – $ 103 млн                          | |
| Самый кассовый фильм третьих выходных                                         | $ 68,4 млн            | «Человек-паук» – $ 45,0 млн                        | «Звёздные войны: Пробуждение силы» — $ 90,2 млн | |
| Самый кассовый фильм четвёртых выходных                                       | $ 50,3 млн            | «Титаник» – $ 28,7 млн                             | N/A                                             | |
| Самый кассовый фильм пятых выходных                                           | $ 42,7 млн            | «Титаник» – $ 30 млн                               | N/A                                             | |
| Самый кассовый фильм шестых выходных                                          | $ 34,9 млн            | «Титаник» – $ 25,2 млн                             | N/A                                             | |
| Самый кассовый фильм седьмых выходных                                         | $ 31,2 млн            | «Титаник» – $ 25,9 млн                             | N/A                                             | |
| Самый кассовый фильм тридцать седьмых выходных                                | $ 4 млн               | «Моя большая греческая свадьба» – $ 2,7 млн        | N/A                                             | |
| Самые большие кассовые сборы в Рождественские выходные                        | $ 75,6 млн            | «Властелин колец: Возвращение короля» – $ 50,5 млн | «Звёздные войны: Пробуждение силы» – $ 149 млн  | В 2009 году. «Властелин колец: Возвращение короля» — в 2003-м, «Звёздные войны: Пробуждение силы» — в 2015 году |
| Самые высокие четырёхдневные кассовые сборы за выходные Мартина Лютера Кинга  | $ 54,4 млн            | «Монстро» – $ 46,1 млн                             | «Снайпер» – $ 107 млн                           | В 2010 году. «Монстро» — в 2008, «Снайпер» — в 2015 |
| Самые высокие трёхдневные кассовые сборы за выходные Мартина Лютера Кинга     | $ 42,7 млн            | «Монстро» – $ 40 млн                               | «Снайпер» – $ 89,2 млн                          | |
| Самые большие кассовые сборы в январские выходные                             | $ 68,4 млн            | «Монстро» – $ 40 млн                               | «Снайпер» – $ 89,2 млн                          | |
| Самый высокие сборы выходных открытия для оригинального фильма                | $ 77 млн              | «Суперсемейка» – $ 70 млн                          | «Головоломка» – $ 91 млн                        | |
| Самый высокие сборы выходных открытия в IMAX                                  | $ 9,5 млн             | «Звёздный путь» – $ 8,5 млн                        | «Алиса в Стране чудес» – $ 12,2 млн             | |
| Самый большой объём сборов в 3D-формате в первые выходные                     | $ 55 млн              | «Вверх» – $ 35,4 млн                               | «Алиса в Стране чудес» – $ 81,3 млн             | |
| Наибольший объём сборов в канун Рождества                                     | $ 11,2 млн            | «Властелин колец: Две крепости» – $ 7,7 млн        | «Звёздные войны: Пробуждение силы» – $ 27,1 млн | В 2009 году. «Властелин колец: Две крепости» — в 2002, «Звёздные войны: Пробуждение силы» — в 2015 |
| Наибольший объём сборов в новогодние праздники                                | $ 25,2 млн            | «Знакомство с Факерами» – $ 18,2 млн               | «Звёздные войны: Пробуждение силы» – $ 34,3 млн | В 2010 году. «Знакомство с Факерами» — в 2005, «Звёздные войны: Пробуждение силы» — в 2016 |
| Самый большой объём сборов за один день в январе                              | $ 25,2 млн $ 25,8 млн | «Знакомство с Факерами» – $ 18,2 млн               | «Снайпер» – $ 30,3 млн                          | 1 января, а затем 2 января 2010 года. Для «Знакомство с Факерами» это было 1 января 2005 года, а для фильма «Снайпер» — 16 января 2015 года |
| Самые большие кассовые сборы во второй вторник                                | $ 18,2 млн            | «Властелин колец: Братство Кольца» – $ 10,2 млн    | «Звёздные войны: Пробуждение силы» – $ 29,5 млн | 29 декабря 2009 года. Для фильма «Властелин колец: Братство Кольца» это было 1 января 2002 года, а для «Звёздные войны: Пробуждение силы» — 29 декабря 2015 года |
| Самые большие кассовые сборы во вторую среду                                  | $ 18,4 млн            | «Властелин колец: Две крепости» – $ 12,3 млн       | «Звёздные войны: Пробуждение силы» – $ 28 млн   | 30 декабря 2009 года. Для фильма «Властелин колец: Две крепости» это было 25 декабря 2002 года, а для «Звёздные войны: Пробуждение силы» — 30 декабря 2015 года |
| Фильм, занявший первое место по сборам за одни объединённые выходные          | $ 269 млн             | 18–20 июля 2008 – $ 260 млн                        | 12–14 июня 2015 – $ 273 млн                     | Данное число представляет собой суммарные сборы всех фильмов, вышедших в кинотеатрах в выходные 25-27 декабря 2009 года. «Аватар» собрал 28 %. «Тёмный рыцарь» собрал 60,7 % от предыдущего рекорда, а «Мир Юрского периода» собрал 76,2 % от рекорда, который превзошёл «Аватар»                 |
| Фильм № 1 из самых кассовых фильмов декабря                                   | $ 1,06 млрд           | Декабрь 2007 – $ 993 млн                           | Декабрь 2015 – 1,30 млрд                        | Эта цифра представляет собой совокупный валовый сбор всех фильмов, вышедших в прокат в декабре 2009 года. «Аватар» собрал 26,6 %. Фильм «Я — легенда» составил 20,1 % от общего сбора декабря 2007 года. Фильм «Звёздные войны: Пробуждение силы» составил 50 % от общего сбора декабря 2015 года |
| Фильм № 1 из самых кассовых фильмов января                                    | $ 1,05 млрд           | Январь 2009 – $ 1,01 млрд                          | N/A                                             | Данное число представляет собой совокупные кассовые сборы всех фильмов, вышедших в прокат в январе 2010 года. «Аватар» собрал 29,5 %. Фильм «Гран Торино» составил 10,2 % от январских сборов 2009 года                                                                                           |
| Самый широкий прокат 3D                                                       | 2038 кинотеатров      | N/A                                                | «Алиса в Стране чудес» – 2251 кинотеатр         | |
| Самый широкий прокат IMAX                                                     | 178 кинотеатров       | «Звёздный путь» – 138 кинотеатров                  | «Алиса в Стране чудес» – 188 кинотеатров        | |
| Самый маленький спад на вторых выходных для фильма с премьерой свыше $ 50 млн | Упадок на 1,8 %       | «Гринч — похититель Рождества» – упадок на 5,4 %   | N/A                                             | |
| Самый кассовый фильм за весь декабрь                                          | $ 283 млн             | «Властелин колец: Возвращение короля» – $ 249 млн  | «Звёздные войны: Пробуждение силы» – $ 652 млн  | |
| Самый кассовый фильм за весь январь                                           | $ 312 млн             | «Титаник» – $ 188 млн                              | N/A                                             | |

## Другие страны
Фильм «Аватар» стал самым кассовым фильмом всех времён на более чем 30 рынках, охватывающих все шесть континентов (не считая Антарктиды). Данные о точных числах, предыдущих рекордсменах и превзойдённых рекордах ограничены из-за отсутствия кассовых трекеров для этих рынков.
| Рекорд                                                        | Территория                    | Число               | Предыдущий рекордсмен                                     | Превзошедший рекордсмен                                        | Комментарии |
| ------------------------------------------------------------- | ----------------------------- | ------------------- | --------------------------------------------------------- | -------------------------------------------------------------- | --- |
| Самый кассовый фильм                                          | За пределами США и Канады     | $ 2,12 млрд         | «Титаник» – $ 1,24 млрд                                   | N/A                                                            | Фильм превзошёл рекорд фильма «Титаник» 23 января 2010 года, после 39 дней проката |
| Самый кассовый не сиквел                                      | За пределами США и Канады     | $ 2,12 млрд         | «Титаник» – $ 1,24 млрд                                   | N/A                                                            | |
| Быстрее всех собрал $ 1 млрд                                  | За пределами США и Канады     | 28 дней             | «Титаник» (смотри комментарий)                            | «Мстители: Война бесконечности» – 19 дней (смотри комментарий) | Фильму «Титаник» потребовалось в четыре раза больше времени. Фильм «Мстители: Война бесконечности» был выпущен 25 апреля 2018 года и собрал $ 1,059 млрд за пределами рынка США и Канады по состоянию на 13 мая 2018 года |
| Самый большой объём сборов с формата IMAX за один день        | За пределами США и Канады     | $ 1,4 млн $ 1.6 млн | N/A                                                       | «Гарри Поттер и Дары Смерти. Часть 2» (см. комментарий)        | В субботу, 2 января, и затем в субботу, 9 января 2010 года. Фильм «Гарри Поттер и Дары Смерти. Часть 2» собрал $ 8 млн в свои премьерные выходные 15-17 июля 2011 года, в среднем более $ 2,6 млн в день                  |
| Самые большие кассовые сборы в декабрьские выходные           | За пределами США и Канады     | $ 164 млн           | N/A                                                       | «Звёздные войны: Пробуждение силы» – $ 281 млн                 | |
| Самые большие кассовые сборы за четыре недели                 | За пределами США и Канады     | $ 150 млн           | N/A                                                       | N/A                                                            | |
| Самые большие кассовые сборы за 5 недель                      | За пределами США и Канады     | $ 128 млн           | N/A                                                       | N/A                                                            | |
| Самые большие кассовые сборы за 6 недель                      | За пределами США и Канады     | $ 108 млн           | N/A                                                       | N/A                                                            | |
| Самый кассовый фильм всех времён                              | Австралия                     | $ 105 млн           | «Титаник» – $ 70,5 млн                                    | N/A                                                            | Фильм стал самым кассовым фильмом всех времён на двадцати четырёх рынках после сорока одного дня проката |
| Самый кассовый фильм всех времён                              | Бахрейн                       | $ 896 тыс.          | N/A                                                       | N/A                                                            | Фильм стал самым кассовым фильмом всех времён на двадцати четырёх рынках после сорока одного дня проката |
| Самый кассовый фильм всех времён                              | Бразилия                      | $ 58,2 млн          | N/A                                                       | «Элитный отряд 2» – $ 62,9 млн                                 | Фильм стал самым кассовым фильмом всех времён на двадцати четырёх рынках после сорока одного дня проката |
| Самый кассовый фильм всех времён                              | Болгария                      | $ 3,4 млн           | N/A                                                       | «Аватар: Путь воды»                                            | Фильм стал самым кассовым фильмом всех времён на двадцати четырёх рынках после сорока одного дня проката |
| Самый кассовый фильм всех времён                              | Чили                          | $ 10,4 млн          | N/A                                                       | «Ледниковый период 4: Континентальный дрейф» – $ 13,7 млн      | Фильм стал самым кассовым фильмом всех времён на двадцати четырёх рынках после сорока одного дня проката |
| Самый кассовый фильм всех времён                              | Китай                         | $ 204 млн           | «2012» – $ 67,5 млн                                       | «Трансформеры: Эпоха истребления» – $ 320 млн                  | Фильм стал самым кассовым фильмом всех времён на двадцати четырёх рынках после сорока одного дня проката |
| Самый кассовый фильм всех времён                              | Колумбия                      | $ 13,6 млн          | N/A                                                       | «Ледниковый период 4: Континентальный дрейф» – $ 14 млн        | Фильм стал самым кассовым фильмом всех времён на двадцати четырёх рынках после сорока одного дня проката |
| Самый кассовый фильм всех времён                              | Чехия                         | $ 12,4 млн          | N/A                                                       | «Аватар: Путь воды»                                            | Фильм стал самым кассовым фильмом всех времён на двадцати четырёх рынках после сорока одного дня проката |
| Самый кассовый фильм всех времён                              | Доминиканская Республика      | $ 1,3 млн           | N/A                                                       | N/A                                                            | Фильм стал самым кассовым фильмом всех времён на двадцати четырёх рынках после сорока одного дня проката |
| Самый кассовый фильм всех времён                              | Восточная и Западная Африка   | $ 844 тыс.          | N/A                                                       | N/A                                                            | Фильм стал самым кассовым фильмом всех времён на двадцати четырёх рынках после сорока одного дня проката |
| Самый кассовый фильм всех времён                              | Гонконг                       | $ 22,9 млн          | «Титаник» – $ 15,1 млн                                    | «Мстители: Финал» – $ 29.3 млн                                 | Фильм стал самым кассовым фильмом всех времён на двадцати четырёх рынках после сорока одного дня проката |
| Самый кассовый фильм всех времён                              | Венгрия                       | $ 7,3 млн           | N/A                                                       | «Аватар: Путь воды»                                            | Фильм стал самым кассовым фильмом всех времён на двадцати четырёх рынках после сорока одного дня проката |
| Самый кассовый фильм всех времён                              | Италия                        | 83,4 млн            | N/A                                                       | N/A                                                            | Фильм стал самым кассовым фильмом всех времён на двадцати четырёх рынках после сорока одного дня проката |
| Самый кассовый фильм всех времён                              | Ямайка                        | $ 476 тыс.          | N/A                                                       | N/A                                                            | Фильм стал самым кассовым фильмом всех времён на двадцати четырёх рынках после сорока одного дня проката |
| Самый кассовый фильм всех времён                              | Иордания                      | $ 752 тыс.          | N/A                                                       | N/A                                                            | Фильм стал самым кассовым фильмом всех времён на двадцати четырёх рынках после сорока одного дня проката |
| Самый кассовый фильм всех времён                              | Латвия                        | $ 1,4 млн           | N/A                                                       | «Аватар: Путь воды»                                            | Фильм стал самым кассовым фильмом всех времён на двадцати четырёх рынках после сорока одного дня проката |
| Самый кассовый фильм всех времён                              | Мексика                       | $ 44,2 млн          | «Ледниковый период 2: Глобальное потепление» – $ 29,4 млн | «История игрушек: Большой побег» – $ 59,3 млн                  | Фильм стал самым кассовым фильмом всех времён на двадцати четырёх рынках после сорока одного дня проката |
| Самый кассовый фильм всех времён                              | Новая Зеландия                | $ 12,5 млн          | «Властелин колец: Братство Кольца»                        | «Аватар: Путь воды»                                            | Фильм стал самым кассовым фильмом всех времён на двадцати четырёх рынках после сорока одного дня проката |
| Самый кассовый фильм всех времён                              | Португалия                    | $ 9,2 млн           | N/A                                                       | «Аватар: Путь воды»                                            | Фильм стал самым кассовым фильмом всех времён на двадцати четырёх рынках после сорока одного дня проката |
| Самый кассовый фильм всех времён                              | Катар                         | $ 883 тыс.          | N/A                                                       | N/A                                                            | Фильм стал самым кассовым фильмом всех времён на двадцати четырёх рынках после сорока одного дня проката |
| Самый кассовый фильм всех времён                              | Румыния                       | $ 5.5 млн           | N/A                                                       | «Аватар: Путь воды»                                            | Фильм стал самым кассовым фильмом всех времён на двадцати четырёх рынках после сорока одного дня проката |
| Самый кассовый фильм всех времён                              | Россия                        | $ 117 млн           | «Ирония судьбы. Продолжение» – $ 50 млн                   | N/A                                                            | Фильм стал самым кассовым фильмом всех времён на двадцати четырёх рынках после сорока одного дня проката |
| Самый кассовый фильм всех времён                              | Сербия                        | $ 1,3 млн           | N/A                                                       | «Монтевидео: Божественное видение» – $ 2,1 млн                 | Фильм стал самым кассовым фильмом всех времён на двадцати четырёх рынках после сорока одного дня проката |
| Самый кассовый фильм всех времён                              | Сингапур                      | $ 8,1 млн           | N/A                                                       | «Трансформеры 3: Тёмная сторона Луны» – $ 9,1 млн              | Фильм стал самым кассовым фильмом всех времён на двадцати четырёх рынках после сорока одного дня проката |
| Самый кассовый фильм всех времён                              | Словения                      | $ 1,8 млн           | N/A                                                       | «Аватар: Путь воды»                                            | Фильм стал самым кассовым фильмом всех времён на двадцати четырёх рынках после сорока одного дня проката |
| Самый кассовый фильм всех времён                              | Республика Корея              | $ 111 млн           | «Приливная волна» – $ 67,9 млн                            | «Битва за Мён Рян» – $ 131 млн                                 | Фильм стал самым кассовым фильмом всех времён на двадцати четырёх рынках после сорока одного дня проката |
| Самый кассовый фильм всех времён                              | Испания                       | $ 109 млн           | N/A                                                       | N/A                                                            | Фильм стал самым кассовым фильмом всех времён на двадцати четырёх рынках после сорока одного дня проката |
| Самый кассовый фильм всех времён                              | Тайвань                       | $ 13,6 млн          | «Титаник»                                                 | «Трансформеры 3: Тёмная сторона Луны» – $ 37,6 млн             | Фильм стал самым кассовым фильмом всех времён на двадцати четырёх рынках после сорока одного дня проката |
| Самый кассовый фильм всех времён                              | Украина                       | $ 8,6 млн           | N/A                                                       | N/A                                                            | Фильм стал самым кассовым фильмом всех времён на двадцати четырёх рынках после сорока одного дня проката |
| Самый кассовый фильм всех времён                              | Объединённые Арабские Эмираты | $ 7,3 млн           | N/A                                                       | «Книга джунглей» – $ 9,1 млн                                   | Фильм стал самым кассовым фильмом всех времён на двадцати четырёх рынках после сорока одного дня проката |
| Самый кассовый фильм всех времён                              | Великобритания                | $ 150 млн           | N/A                                                       | «007: Координаты «Скайфолл»» – $ 161 млн                       | Фильм стал самым кассовым фильмом всех времён на двадцати четырёх рынках после сорока одного дня проката |
| Самые высокие кассовые сборы в первые выходные                | Бельгия                       | $ 1,6 млн           | N/A                                                       | «Сумерки. Сага. Затмение» – $ 2,3 млн                          | |
| Самые высокие кассовые сборы в первые выходные                | Доминиканская Республика      | N/A                 | N/A                                                       | N/A                                                            | |
| Самые высокие кассовые сборы в первые выходные                | Италия                        | $ 15,2 млн          | N/A                                                       | «Солнечный свет» – $ 25 млн                                    | |
| Самые высокие кассовые сборы в первые выходные                | Румыния                       | $ 521 тыс.          | N/A                                                       | «Пираты Карибского моря: На странных берегах» – $ 572 тыс.     | |
| Самый высокие кассовые сборы в день премьеры                  | Гонконг                       | HK$ 2,6 млн         | N/A                                                       | «3D секс и дзен: Экстремальный экстаз» – HK$ 2,7 млн           | |
| Самая высокие кассовые сборы премьерный будний день           | Китай                         | $ 5 млн             | N/A                                                       | «Тихоокеанский рубеж» – $ 9 млн                                | В понедельник, 4 января 2010 года. «Тихоокеанский рубеж» вышел в прокат в среду, 31 июля 2013 года |
| Самые высокие кассовые сборы в премьерную неделю              | Китай                         | $ 41,4 млн          | N/A                                                       | «Трансформеры 3: Тёмная сторона Луны» – $ 56+ млн              | В премьерные выходные фильм «Трансформеры 3: Тёмная сторона Луны» собрал $ 56 млн (данные за всю неделю премьеры отсутствуют)                                                                                             |
| Самые большие кассовые сборы за один день                     | Китай                         | $ 8,3 млн           | N/A                                                       | «Тихоокеанский рубеж» – $ 9 млн                                | В субботу, 9 января 2010 года. Для фильма «Тихоокеанский рубеж» это была среда, 31 июля 2013 года — день премьеры |
| Самые высокие объём кассовых сборов в выходные в формате IMAX | Польша                        | N/A                 | N/A                                                       | N/A                                                            | |
| Самые высокие объём кассовых сборов в выходные в формате IMAX | Япония                        | N/A                 | N/A                                                       | «Звёздные войны: Пробуждение силы»                             | |

## Комментарии
1. ↑  В данный список входят фильмы: «Звёздные войны: Пробуждение силы» (2015), «Чёрная пантера» (2018) и «Мстители: Война бесконечности» (2018) и «Мстители: Финал» (2019)